# Kirchheimer Dreieck
De Kirchheimer Dreieck is een knooppunt in de Duitse deelstaat Hessen.
Bij dit trompetknooppunt ten oosten van de stad Kirchheim sluit de A4 vanuit Eisenach en de A7 Flensburg-Füssen op elkaar aan.
De E40 loopt vanaf hier in zuidelijke richting ongeveer 5 kilometer mee tot aan de Hattenbacher Dreieck.

## Geografie
Het knooppunt ligt in de gemeente Kirchheim. De meest nabijgelegen plaatsen zijn Niederaula en Bad Hersfeld.
Het knooppunt ligt ongeveer 55 km ten zuiden van Kassel, ongeveer 100 km ten westen van Erfurt en ongeveer 35 km ten noorden van Fulda.

## Configuratie
Knooppunt
Het is een trompetknooppunt.
Rijstrook
Nabij het knooppunt heeft de A7 2x3 rijstroken en de A4 2x2 rijstroken.
De verbindingswegen van en naar het zuiden hebben twee rijstroken en een speciale strook voor vrachtverkeer richting het Hattenbacher Dreieck en die van en naar het noorden hebben één rijstrook.

## Verkeersintensiteiten
Door de centrale ligging in Duitsland passeren dagelijks ongeveer 140.000 voertuigen het knooppunt. Het is daarmee behalve de grootstedelijke knooppunten het drukste van Duitsland.
Handmatige verkeerstelling van 2010
| Van                        | Naar                  | Gemiddeld aantal voertuigen per dag |
| -------------------------- | --------------------- | ----------------------------------- |
| Kirchheimer Dreieck        | AS Bad Hersfeld (A 4) | 36.700                              |
| AS Bad Hersfeld-West (A 7) | Kirchheimer Dreieck   | 62.300                              |
| Kirchheimer Dreieck        | AS Kirchheim (A 7)    | 87.100                              |

## Richtingen knooppunt
| Aansluitende wegen                                        | Aansluitende wegen                               | Aansluitende wegen                            | Aansluitende wegen | Aansluitende wegen |
| --------------------------------------------------------- | ------------------------------------------------ | --------------------------------------------- | ------------------ | ------------------ |
|                                                           |                                                  | richting Dortmund / Kassel Hannover / Hamburg |                    |                    |
|                                                           |                                                  |                                               |                    |                    |
|                                                           | richting Bad Hersfeld / Erfurt Dresden / Berlijn |                                               |                    |                    |
|                                                           |                                                  |                                               |                    |                    |
| richting Kirchheim Fulda / Würzburg A5 Gießen / Frankfurt |                                                  |                                               |                    |                    |